# Villenave-près-Marsac
Villenave-près-Marsac è un comune francese di 69 abitanti situato nel dipartimento degli Alti Pirenei nella regione dell'Occitania.

## Società

### Evoluzione demografica
Abitanti censiti